# Vidéo poker
Le vidéo poker est un jeu de hasard et d’argent apparenté à une machine à sous. La mécanique du jeu s’inspire du poker mais, au contraire d'une partie classique, le joueur n'affronte personne. L'objectif est d'obtenir une combinaison de cartes (appelé « main ») la plus forte possible.

## Histoire
Les premiers vidéo poker sont apparus au cours des années 1970, notamment à Las Vegas (États-Unis). Le succès du vidéo poker débute réellement en 1979, lorsque Sircoma (qui deviendra plus tard International Game Technology) lance le jeu intitulé Draw Poker.
Durant les années 1980, le vidéo poker devient de plus en plus populaire dans les casinos, de nombreux joueurs trouvant ces appareils moins intimidants que les tables de jeu. Aujourd’hui, le video poker s’impose aux côtés des machines à sous, du blackjack et de la roulette comme l’un des jeux les plus populaires des casinos. Le jeu est également populaire dans les casinos en ligne.

## Règles

### Déroulement
Le jeu se joue seul. L'objectif pour le joueur est d'obtenir la meilleure combinaison de cinq cartes possible. Le jeu se joue avec un paquet de 52 cartes classiques.
Les tables de paiement attribuent les paiements pour les mains et sont basées sur la rareté des mains, la variation du jeu et la décision de l'opérateur du jeu. Une table de paiement typique commence par une main minimale d'une paire de valets, qui rapporte une somme égale. Toutes les autres combinaisons de mains au vidéo poker sont les mêmes qu'au poker de table, y compris les mains telles que deux paires, brelan, quinte (une séquence de 5 cartes de valeur consécutive), couleur (5 cartes de la même couleur), full house (une paire et un brelan), carré (quatre cartes de la même valeur), quinte flush (5 cartes consécutives de la même couleur) et quinte royale (un Dix, un Valet, une Dame, un Roi et un As de la même couleur).
Le jeu se déroule en cinq étapes : 
1. Le joueur commence par miser. La mise minimale et maximale est définie par le casino.
2. L'ordinateur distribue cinq cartes au joueur.
3. Le joueur choisi quelle(s) carte(s) il souhaite conserver et quelles cartes il souhaite échanger. Il peut choisir de ne rien conserver, comme de conserver toutes ses cartes.
4. L'ordinateur échange les cartes dont le joueur n'a pas voulu conserver.
5. Le joueur reçoit un paiement en fonction de la composition formée par les cartes, ou, s'il n'y a aucune combinaison gagnante.

Les combinaisons varient selon le casino. Généralement, la combinaison minimale requise pour gagner est une paire de 10.
| Combinaison         | Combinaison                            | Exemple            | Appellation anglaise | Chance sur la première main |
| ------------------- | -------------------------------------- | ------------------ | -------------------- | --------------------------- |
| Quinte flush royale | Suite du 10 à l'as de même symbole     | 10♥ J♥ Q♥ K♥ A♥    | Royal flush          | 0,0001 %                    |
| Quinte flush        | Suite de même symbole                  | 4♥ 5♥ 6♥ 7♥ 8♥     | Straight flush       | 0,001 %                     |
| Carré               | Quatre cartes de même rang             | 10♥ 10♠ 10♦ 10♣ 4♣ | 4-of-a-kind          | 0,02 %                      |
| Full                | Trois cartes de même rang et une paire | 10♥ 10♠ 10♦ 4♣ 4♥  | Full house           | 0,15 %                      |
| Couleur             | Cinq cartes de même symbole            | 10♥ 3♥ 6♥ A♥ 9♥    | Flush                | 0,19 %                      |
| Suite               | Suite de symboles différents           | 4♣ 5♥ 6♠ 7♥ 8♦     | Quinte               | 0,4 %                       |
| Brelan              | Trois cartes de même rang              | 4♥ 4♦ 4♣ 7♣ K♥     | 3-of-a-kind          | 2,2 %                       |
| Double paire        | Deux paires                            | 2♥ 2♦ 6♠ 6♣ 8♥     | Two pair             | 5 %                         |
| Paire               | Deux cartes de même rang               | 10♠ 10♦ 6♥ K♥ J♦   | One pair             | 72 %                        |

### Paiement
Le paiement du joueur dépend de sa mise, de la combinaison qu'il a, et du casino. Plus la combinaison est rare, plus le paiement est important. Il n'y a pas de tableau des paiements commun à tous les casinos.

## Variantes
Il existe de nombreuses variante du jeu classique. Parmi les plus populaires se trouve :
- Le Deuces Wild : Dans cette version, les cartes de valeur égale à 2 remplacent n'importe quelle autre carte. Si le joueur réussit à obtenir un carré de 2, il gagne selon un rapport plus important que celui du carré classique. Il est donc possible de former une main de cinq cartes identiques (par exemple, un carré et un deux), appelé main « Poker ». Pour garder l'avantage sur le joueur, la casino impose généralement un brelan comme main minimum, et donc, une paire de n'importe quelle valeur est considérée comme perdante.
- Jacks Or Better (« Valet ou mieux ») : Dans cette version, le joueur gagne s'il obtient une main composée d'un paire de valet, ou mieux. Toute main inférieure est perdante (par exemple, une paire de 9). C'est la version du vidéo poker la plus populaire, car elle permet au casino de garder l'avantage sur le joueur[4].
- Double down (« Quitte ou double ») : Dans cette version, le joueur qui gagne une partie peut tenter de doubler ses gains. Pour cela, l'ordinateur crée un tirage de cinq cartes, et dévoile seulement la première. Pour gagner, et donc doubler ses gains, le joueur doit choisir une carte de valeur supérieure parmi les quatre cartes restantes. S'il choisit une carte de valeur plus élevée, il double son gain, sinon, il le perd. En cas d'égalité, il conserve son gain initial. Le joueur peut généralement choisir de doubler plusieurs fois d'affilée. Certain tirages ne permettent pas au joueur de gagner (par exemple, s'il n'y a aucune carte de valeur supérieure à cette face découverte)[6].
- Joker poker : Dans cette version, le joueur peut obtenir une ou plusieurs cartes Joker. Cette variante se rapproche donc fortement du Deuces Wild[7].
- Multi-hand (« Mains multiples ») : Dans cette version, le joueur joue plusieurs mains en même temps, en misant la même somme sur chaque main. Les cinq premières cartes sont identiques sur chaque main, mais un tirage différent est effectué lors de la distribution des cartes dont le joueur a choisi de se séparer[8].
- Bonus Poker : Cette variante du vidéo poker est similaire à Jacks or Better, avec une différence clé : les gains sont plus élevés pour certaines mains spécifiques, comme un carré de valets, dames, rois ou as. En conséquence, la stratégie de jeu s'adapte pour tenter d'obtenir ces mains plus lucratives. Toutefois, pour compenser ces gains plus élevés, les gains pour d'autres mains, comme un full ou une quinte, peuvent être légèrement réduits, ce qui permet au casino de conserver son avantage.
- Triple Double Bonus Poker : Dans cette version, les gains pour certains carrés et fulls sont augmentés, en particulier pour un carré d'as avec un kicker de 2, 3 ou 4, qui offre un gain exceptionnellement élevé. Le kicker est la carte qui n'appartient pas au carré, et qui est donc la cinquième carte de la main. Comme pour le Bonus Poker, les gains pour d'autres mains peuvent être ajustés à la baisse pour maintenir l'avantage du casino. Cette variante encourage les joueurs à adapter leur stratégie pour viser ces mains lucratives, tout en augmentant la volatilité du jeu[9].

## Jackpot
La combinaison la plus forte qu’il est possible de former sur n’importe quelle variante de vidéo poker est une quinte flush royale, c’est-à-dire une main composée d’un 10, d’un valet, d’une dame, d’un roi et d’un as de même symbole (pique, trèfle, cœur, carreau). Lorsqu’un joueur parvient à obtenir cette combinaison, il remporte un jackpot.
La plupart du temps cette cagnotte atteint une somme fixe. Néanmoins, certains vidéo poker proposent de gagner un gros lot qui évolue avec les mises des joueurs appelé jackpot progressif. Sur ce type d‘appareil, un petit pourcentage est prélevé sur chacun des paris pour venir grossir la cagnotte mise en jeu. Dès qu’elle est empochée, elle retourne à un montant relativement faible et augmente peu à peu grâce aux paris des joueurs.

## Terminologie
Certaines expressions, souvent anglaises sont utilisées, notamment :
- Bankroll (« Budget ») : Il s'agit du montant dont dispose le joueur pour jouer ;
- Credits : Il s'agit de jetons virtuels ;
- Double up (« Doubler ») : Expression signifiant que le joueur tente de doubler ses gains ;
- Draw (« Tirer ») : Le joueur tire une nouvelle carte ;
- Hold (« Garder ») : Le joueur conserve une carte.